# Louis de Boullogne
Pour les articles homonymes, voir Famille de Boullogne et Boullogne.
Cet article possède un paronyme, voir Louis Boullogne.
Louis de Boullogne II, dit Boullogne fils ou Boullogne le Jeune, né en 1654 à Paris où il est mort le 21 novembre 1733, est un peintre français.

## Biographie
Fils du peintre Louis Boullogne I et frère de Bon Boullogne, son père, qui craignait la rivalité entre les deux frères, s’opposa d’abord à ce qu’il soit peintre, mais la vocation l’emporta, et tous les soirs Louis traversait Paris pour aller avec Bon dessiner à l’Académie. À dix-huit ans, il obtint le grand prix de peinture et partit pour Rome en 1676, au moment où son frère en revenait. Il y exécuta les copies de l’École d’Athènes, de la Dispute du Saint Sacrement et de plusieurs autres œuvres de Raphaël, d’après lesquelles les Gobelins firent différentes tentures de tapisserie pour le roi.
En 1680, passant par la Lombardie et Venise, il revint à Paris, et y acquit bientôt une grande réputation. En 1681, il fut reçu membre de l’Académie : son tableau de réception représente Auguste faisant fermer le temple de Janus, après la bataille d’Actium             (Amiens, Musée de Picardie). Il eut, dès lors, une immense réputation.
En 1685 puis en 1695, il réalise deux mays de Notre-Dame de Paris : Le centurion aux pieds du Christ (de nos jours conservé au musée des Beaux-Arts d'Arras) et Le Christ et la samaritaine (Wardour Castle, Wiltshire, Angleterre).
Après la mort de Mansart en 1708, avec son frère Bon et Jouvenet, il participa au chantier de peinture entrepris par Charles de La Fosse à l’hôtel des Invalides.
En 1722, il fut choisi pour dessiner les médailles et les devises de l’Académie des inscriptions, avec une nouvelle pension de mille livres et l’ordre de Saint-Michel. En 1723, il fut nommé recteur de l’Académie ; en 1724, premier peintre du roi, avec lettres de noblesse pour lui et sa postérité et, en 1725, directeur de l’Académie, fonctions qu’il remplit jusqu’à sa mort. Louis Boullogne fut inhumé à Saint-Eustache, sa paroisse. Il laissa une immense fortune aux quatre enfants qu’il eut de son mariage avec Marguerite Bacquet, qu’il avait épousée le 3 février 1688, deux fils, dont l’ainé fut conseiller au parlement de Metz, puis conseiller d'État et intendant des finances et ordres du roi, le plus jeune receveur général des finances de Tours et deux filles, dont l’une fut mariée à Jean-Pierre Richard, receveur général des finances, et l’autre se fit religieuse.
Ses élèves sont : Michel de Cornical, Louis Galloche, Jacques Courtin. Fort assidu à l’Académie, Louis de Boullogne soutenait les élèves de ses leçons et de sa protection. Il était l’ennemi acharné des pochades et des bambochades, prétendant que seuls les gens très habiles et d’un gout tout à fait formé pouvaient se les permettre.
Louis Boullogne montrait, en général, dans ses compositions une grande entente de la mise en scène, une touche ferme, un dessin correct, un beau coloris ; ses têtes sont d’un grand caractère et d’une belle expression, et il sut approprier son talent aux tableaux de chevalet, aussi bien qu’aux grandes machines. Ses dessins sont à la pierre noire, relevée de blanc, sur du papier bleu ou gris, avec quelques hachures légères ; dans quelques-uns les traits sont fort arrêtés et les ombres estompées.

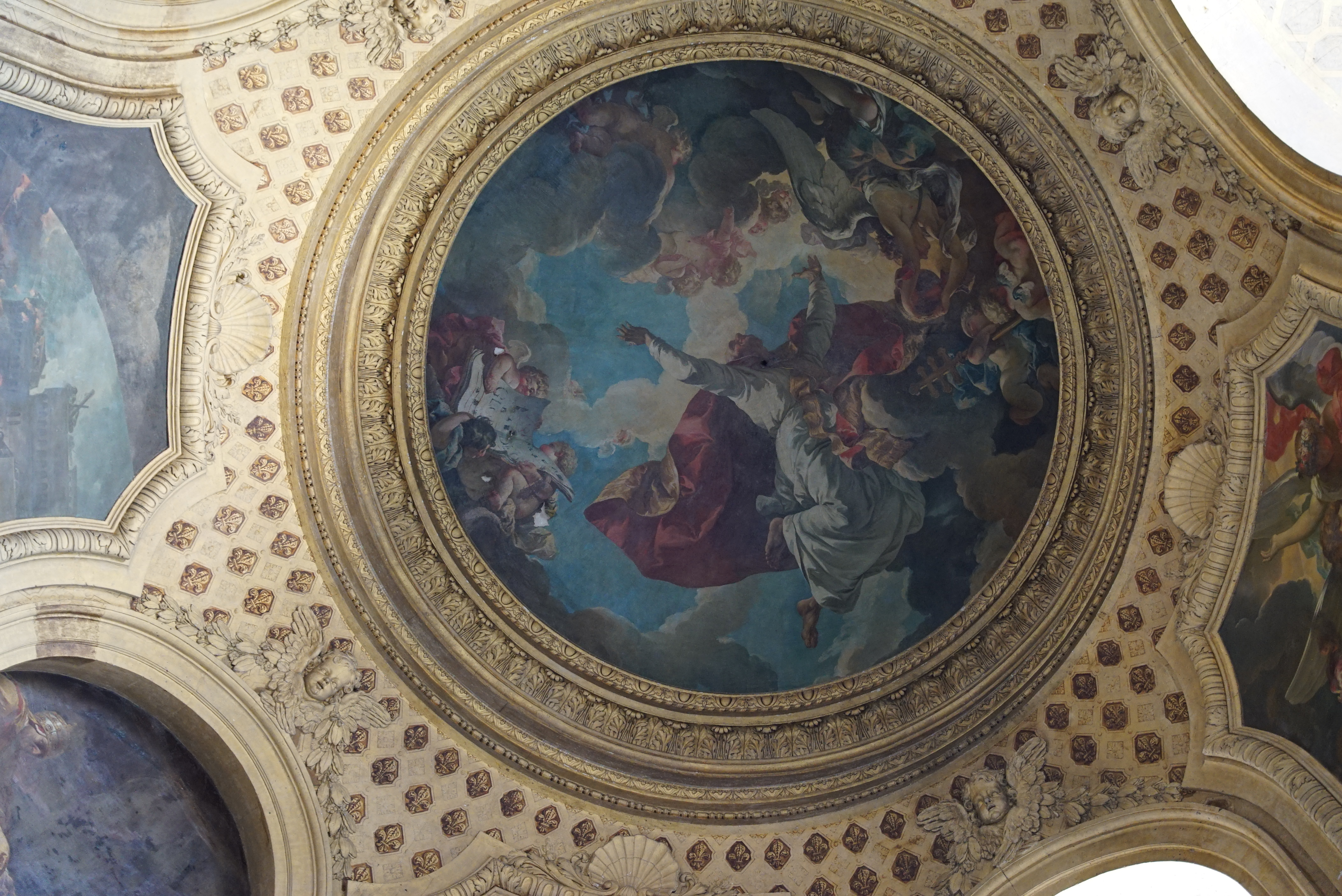
La vie de st Augustin, ici le dôme, actuellement chapelle de Lyautey.

Louis Boullogne a peint à Paris, pour Notre-Dame, deux tableaux : le Centenier et la Samaritaine ; et une commande du chanoine Antoine de La Porte pour la réalisation des travaux dit du Vœu de Louis XIII entrepris par le roi Louis XIV dans le chœur, la Purification (aujourd'hui au musée du Louvre) et le Repos pendant la Fuite en Égypte (musée d'Arras); aux Invalides, une chapelle représentant la Vie de saint Augustin en six tableaux ; plus, la coupole ; dans les embrasures des fenêtres du sanctuaire, des Concerts d’Anges ; aux Chartreux, l’Hermoroïsse ; aux Religieuses de la Conception, Sainte Geneviève ; aux Petits-Pères, dans le réfectoire, la Vierge, saint Jean ; le Baptême de saint Augustin, son Ordination ; à l’hôtel de ville, Louis XIV accordant des lettres de noblesse à la ville ; à Versailles, toute la chapelle de la Vierge et six apôtres ; dans les appartements, Apollon et la fille de Glaucus, deux Muses, Jupiter en taureau, l’enlèvement d’Europe ; dans le grand salon de Marly, Cérès et ses enfants, Vénus et Adonis, Vénus et l’Hymen ; à Trianon, Apollon et Hyacinthe ; à la Ménagerie, deux ovales, Vénus faisant forger les armes d’Énée, Vénus donnant des armes à Énée ; à Meudon, deux ovales, Abigail devant David, la Reine de Saba ; à Fontainebleau, dans le salon des réformés, Flore et Zéphyre, Minerve et le buste de François Ier. Boullogne a peint, en outre, plusieurs plafonds dans différentes maisons de Paris. Il a gravé lui-même six sujets de sainteté, et une Charité romaine.
Dupuis, Poilly, Desplaces, Drevet le fils, Baudet, etc., ont reproduit ses œuvres par la gravure. Louis Surugue a gravé son portrait. C’est le grand-père du dessinateur, l’abbé de Saint-Non.

## L'Académie au service des chartreux

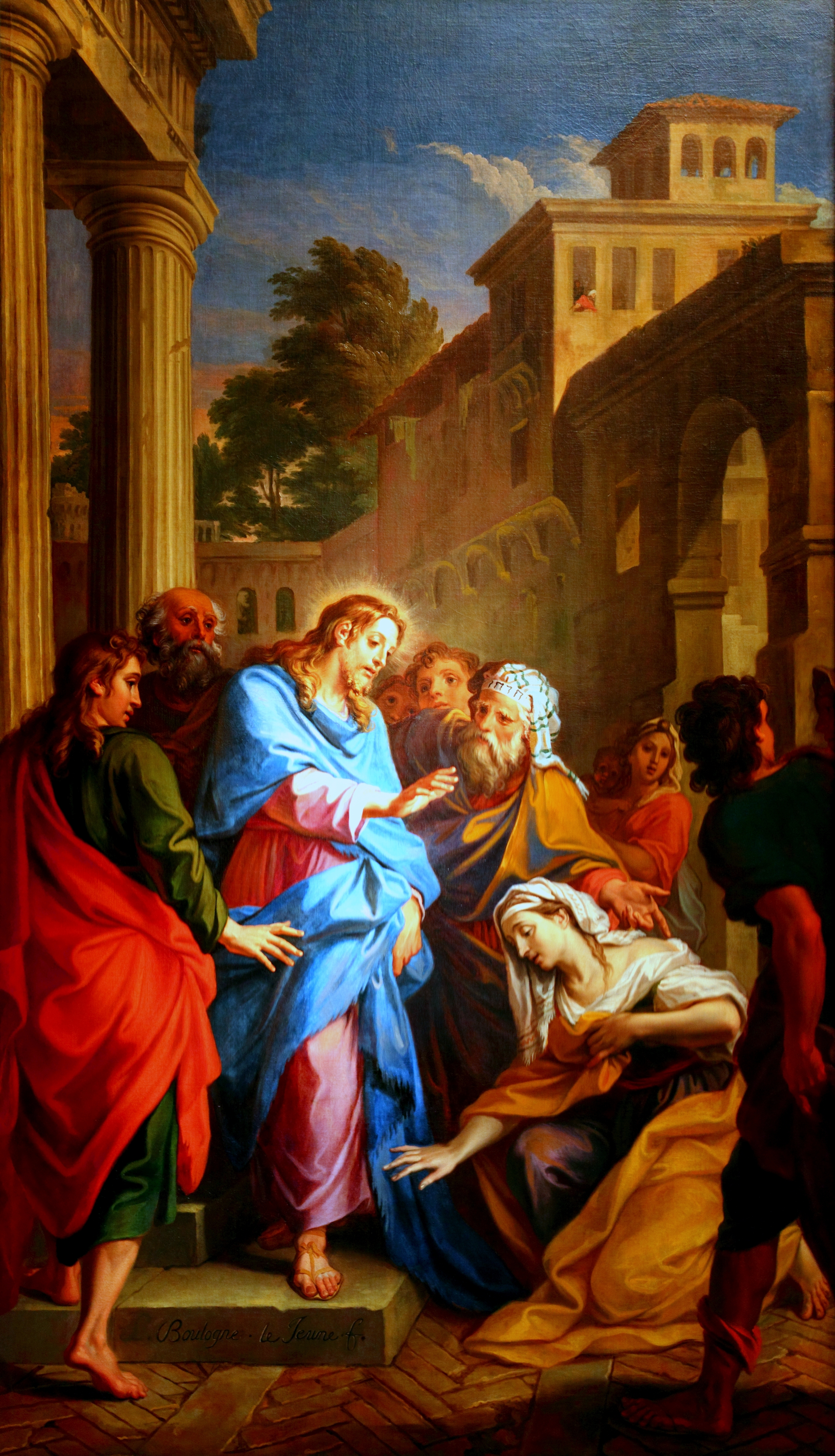
Le Christ et L'hémorroïsse, 1695, Musée des beaux-arts de Rennes.

Une clientèle privée, religieuse souvent, lui commande des compositions ambitieuses : les religieuse de la Conception, les Petits Pères, et les chartreux pour lesquels il réalise Le Christ et la Femme hémorroïsse, aujourd'hui au Musée des beaux-arts de Rennes et dont le Musée Carnavalet conserve l'esquisse.

La toile appartenait à un ensemble de douze tableaux, dispersés lorsque le couvent fut détruit à la Révolution et dont la moitié fut  malheureusement perdue. Plusieurs académiciens avaient été sollicités : Claude Audran III, Bon et Louis de Boullogne, Jean-Baptiste Corneille, Antoine Coypel et Noël Nicolas Coypel, Charles de La Fosse, puis Jacques Dumont qui compléta la série en 1730. La suite, qui garnissait les murs de la nef, illustrait la vie publique du Christ, et constituait « une parfaite démonstration du rajeunissement que connaît la peinture française dans les années 1680-1690 » (Guillaume Kazerouni).
L'œuvre représente l'épisode de la femme hémorroïsse, relaté dans les Évangiles de Matthieu, de Marc et de Luc : Et voici qu’une femme souffrant d’hémorragies depuis douze ans s'approcha par-derrière et toucha la frange de son vêtement. Le peintre représente, avec habileté, le moment précis où la femme, effleurant le manteau de Jésus, est regardée par lui. Il s'est retourné, il bénit celle qui n'ose pas lever le regard vers lui, tandis que saint Jean, identifiable au premier plan, à gauche, par ses vêtements rouges et verts et par sa jeunesse, manifeste de la crainte ; et Jaïre, le chef de la synagogue venu chercher Jésus pour qu'il guérisse sa fille, semble la condamner en la désignant. Le rythme savant des gestes et des attitudes contrastés conduit le regard vers le centre de la toile, vers ces deux mains, celles de Jésus et celles de la femme, l'une qui bénit, l'autre qui touche, deux mains tournées vers la terre mais l'une pour élever et l'autre pour s'abaisser.

## Œuvres
- Libourne, musée des Beaux-Arts : Uranie, huile sur toile, 89 × 114,5 cm, fin XVIIe - début XVIIIe
- Orléans, musée des Beaux-Arts : 
  - La Sainte Famille avec sainte Anne, sainte Élisabeth, le petit saint Jean et saint Joachim, 1688-1695, huile sur toile, 291,5 × 194,8 cm[5].
  - Les Noces de l’Amour et de Psyché, huile sur toile, 54 × 84,5 cm (disparu durant la Seconde Guerre mondiale)[6].